# Гринвейл (Нью-Йорк)
Гринве́йл (англ. Greenvale), ранее известный как Сидар-Суомп (англ. Cedar Swamp, с англ. — «Кедровое болото») и Булс-Хед (англ. Bull's Head, с англ. — «Бычья голова») — деревня и статистически обособленная местность (CDP), расположенная между городами Норт-Хемпстед и Ойстер-Бей в округе Нассо, на северном побережье Лонг-Айленда, в штате Нью-Йорк, США. Гринвейл считается частью района Большой Рослин, центром которого является посёлок Рослин. По данным переписи 2010 года, население Гринвейла составляло 1904 человека.

## История
До гражданской войны (1861—1865) Гринвейл был известен как Сидар-Суомп (с англ. — «Кедровое болото»). В июле 1866 года населённый пункт стал называться Гринвейл, а затем — Булс-Хед (с англ. — «Бычья голова») — по названию популярной таверны на том месте, где сейчас находится перекрёсток Нортерн-бульвар и Глен-Ков-роуд. Таверну часто посещали торговцы скотом, которые заезжали сюда по пути в Нью-Йорк.  Первые упоминания этого населённого пункта появляются на карте 1873 года, где обозначен почтовый офис Гринвейл, расположенный неподалёку от Рослинского кладбища, ныне включённого в Национальный реестр исторических мест США.
Железнодорожное сообщение с районом Гринвейл началось в 1866 году с появлением грузовой станции под названием Week’s Station на ветке Ойстер-Бей. Несмотря на то, что в расписании 1875 года указана станция Гринвейл, регулярное пассажирское сообщение здесь началось в 1880-х годах. В 1885 году на карте железной дороги Лонг-Айленда Гринвейл указывался в качестве населённого пункта. В 1908 году был добавлен второй путь и построена новая платформа восточного направления, старая платформа стала платформой западного направления. В 2000-х годах здесь была возведены новые остановочные павильоны.
Хотя ранняя экономика района была сосредоточена на сельском хозяйстве, в начале XX века здесь появились богатые землевладельцы, купившие сельскохозяйственные угодья и построившие роскошные дома. Для строительства домов и обработки земли сюда прибыл поток итальянских и польских рабочих. Начали появляться небольшие коммерческие предприятия, в том числе два питомника растений — Wheatley Gardens и Lewis & Valentine Nurseries.
Отель Bull’s Head, когда-то расположенный в Гринвейле, стал штаб-квартирой для нескольких команд, которые участвовали в шести гонках на Кубок Вандербильта, проходивших на Лонг-Айленде с 1906 по 1910 год. Основанный Уильямом К. Вандербильтом-младшим, Кубок Вандербильта стал первым международным автомобильным соревнованием, проведённым в Соединённых Штатах. Перекрёсток Глен-Коув-Роуд и Нортерн-Бульвар в Гринвейле был популярным местом для наблюдения за этим событием.
Хотя многие жилые районы в Гринвейле были застроены до Второй мировой войны, в 1940-х и 1950-х годах началось развитие района, прилегающего к Рослинскому кладбищу и путям LIRR (включая Парк-авеню и Веллингтон-роуд); эта область известна как «Гринвейл в Северном Рослине».
Когда в 1954 году открылся кампус C.W. Post Университета Лонг-Айленда, он использовал в качестве своего адреса Гринвейл. Сейчас это место известно как Бруквилл.

## Достопримечательности
В Гринвейле находится исторический пункт оплаты Roslyn East Gate для бывшей платной дороги Норт-Хемпстед, который был внесён в Национальный реестр исторических мест США с 16 августа 1977 года.
Сегодня жители Гринвейла посещают концерты в Тиллес-центре, расположенном в кампусе Post университета Лонг-Айленда. Нью-Йоркский технологический институт в Олд-Уэстбери, Музей искусств округа Нассо и заказник Уильям Каллен Брайант в Рослин-Харбор также находятся неподалёку от Гринвейла.

## География и климат

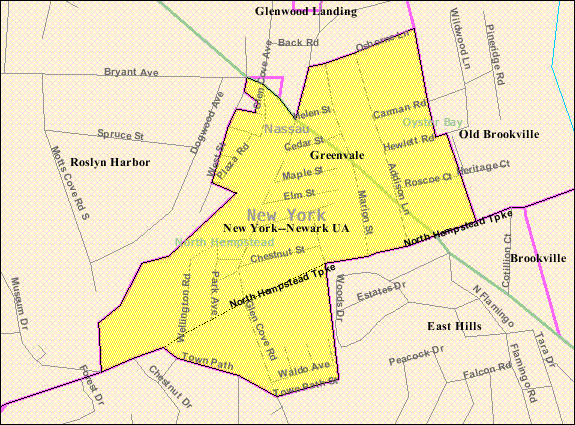
Карта Гринвейла, Бюро переписи населения США

По данным Бюро переписи населения США, статистически обособленная местность (CDP) Гринвейл имеет общую площадь 0,26 квадратной мили (0,67 км2).
Статистически обособленная местность Гринвейл расположена в основном в городе Норт-Хемпстед, с небольшой частью в городе Ойстер-Бей.
Лето в Гринвейле тёплое, влажное и сырое, зима очень холодная, снежная и ветреная, круглый год бывает переменная облачность. В течение года температура обычно колеблется от -3,3 °C до 28,3 °C и редко бывает ниже -10,6 °C или выше 32,2 °C. Лучшим временем года для посещения Гринвейла считается период с середины июня до конца сентября.
Тёплый сезон длится 3,4 месяца, с 4 июня по 17 сентября, со средней дневной температурой выше 74 °F (23 °C). Самый жаркий месяц года в Гринвейле — июль, со средним максимумом 82 °F (28 °C) и минимумом 69 °F (21 °C). Холодный сезон длится 3,3 месяца, с 4 декабря по 13 марта, со среднесуточной высокой температурой ниже 47 °F (8 °C). Самый холодный месяц года в Гринвейле — январь, со средним минимумом 27 °F (−3 °C) и максимумом 38 °F (3 °C).
В Гринвейле средняя облачность показывает умеренные сезонные колебания в течение года. Самая ясная часть года в Гринвейле начинается около 26 июня и длится 4,6 месяца, заканчиваясь около 12 ноября. Самый ясный месяц в году в Гринвейле — сентябрь, когда в среднем 63 % времени небосвод ясный, преимущественно ясный или частично облачный. Самая облачная часть года начинается около 12 ноября и длится 7,4 месяца, заканчиваясь около 26 июня. Самый пасмурный месяц в году в Гринвейле — февраль, в течение которого в среднем 52 % времени небо пасмурное или частично пасмурное.
Влажный день — это день, когда выпадает не менее 0,04 дюйма (1,0 мм) жидких или эквивалентных им осадков. Вероятность влажных дней в Гринвейле меняется в течение года. Самый влажный сезон длится 8,4 месяца, с 1 апреля по 12 декабря, с вероятностью более 29 %, что данный день будет влажным. Месяц с наибольшим количеством влажных дней в Гринвейле — июнь, в среднем 9,9 дней с осадками не менее 0,04 дюйма (1,0 мм). Сухой сезон длится 3,6 месяца, с 12 декабря по 1 апреля. Месяц с наименьшим количеством влажных дней в Гринвейле — октябрь, в среднем 7,4 дня с осадками не менее 0,04 дюйма (1,0 мм). Месяц с наибольшим количеством дождливых дней в Гринвейле — июнь, в среднем 9,9 дней. Наиболее распространенной формой осадков в течение года является дождь, с пиковой вероятностью 35 % 1 августа.
В Гринвейле наблюдаются некоторые сезонные колебания месячного количества дождевых осадков.
Дождь в Гринвейле идёт на протяжении всего года. Месяц с наибольшим количеством дождевых осадков в Гринвейле — апрель, со средним количеством осадков 95 миллиметров. Месяц с наименьшим количеством дождевых осадков в Гринвейле — февраль, со средним количеством осадков 56 миллиметров. В Гринвейле наблюдаются существенные сезонные колебания в месячном количестве снеговых осадков. Снежная часть года длится 4,4 месяца, с 23 ноября по 5 апреля, с количеством снега за скользящий 31-дневный период не менее 25 миллиметров. Месяц с наибольшим количеством снеговых осадков в Гринвейле — февраль, со средним количеством снега 174 миллиметра. Период года без снега длится 7,6 месяца, с 5 апреля по 23 ноября. Меньше всего снега выпадает в районе 20 июля, при среднем общем накоплении 0 миллиметров. В Гринвейле наблюдаются экстремальные сезонные колебания в уровне воспринимаемой влажности. Самый сырой период года длится 3,6 месяца, с 7 июня по 26 сентября. Месяц с наибольшим количеством дней с повышенной влажностью в Гринвейле — июль.
Продолжительность дня в Гринвейле существенно меняется в течение года. В 2021 году самый короткий день месяца — 21 декабря, когда светлое время суток составляет 9 часов 15 минут, а самый длинный — 20 июня со светлым временем суток 15 часов 6 минут. Самый ранний восход приходится на 5:22 14 июня, а самый поздний на 2 часа 9 минут позже в 7:31 6 ноября. Самый ранний закат приходится на 16:26 7 декабря, а самый поздний на 4 часа 4 минуты позже в 20:30 27 июня. Переход на летнее время (DST) осуществляется в Гринвейле в 2021 году с 14 марта, продолжается 7,8 месяца и заканчивается осенью 7 ноября.
Средняя почасовая скорость ветра испытывает значительные сезонные колебания в течение года. Более ветреная часть года длится 6,4 месяца, с 11 октября по 23 апреля, со средней скоростью ветра более 14,9 километра в час. Самый ветренный месяц в году в Гринвейле — январь со среднечасовой скоростью ветра 18,3 километра в час. Более спокойное время года длится 5,6 месяца, с 23 апреля по 11 октября. Самый спокойный месяц в году в Гринвейле — июль со среднечасовой скоростью ветра 11,6 километра в час. Преобладающее среднечасовое направление ветра в Гринвейле меняется в течение года. Ветер чаще всего дует с севера 4,0 недели, с 8 марта по 5 апреля, при этом максимальный процент 34 % приходится на 10 марта. Ветер чаще всего дует с запада 4,0 недели, с 5 апреля по 3 мая и 5,3 месяца, с 30 сентября по 8 марта, при этом максимальный процент 30 % приходится на 19 апреля. Ветер чаще всего дует с юга 4,9 месяца, с 3 мая по 30 сентября, при этом максимальный процент 39 % приходится на 28 июля.
Гринвейл располагается недалеко от большого водоёма. Средняя температура воды испытывает экстремальные сезонные колебания в течение года. Время года с более теплой водой длится 3,4 месяца, с 24 июня по 6 октября, со средней температурой выше 18 °C. Месяц года в Гринвейле с самой теплой водой — август, когда средняя температура составляет 22 °C. Время года с более прохладной водой длится 3,6 месяца, с 29 декабря по 17 апреля, со средней температурой ниже 7 °C. Месяц года в Гринвейле с самой холодной водой — февраль, когда средняя температура составляет 4 °C.
| Показатель                           | Янв. | Фев. | Март | Апр. | Май  | Июнь | Июль | Авг. | Сен. | Окт. | Нояб. | Дек. |
| ------------------------------------ | ---- | ---- | ---- | ---- | ---- | ---- | ---- | ---- | ---- | ---- | ----- | ---- |
| Средний суточный максимум, °C        | 3    | 4    | 9    | 15   | 20   | 25   | 28   | 27   | 23   | 17   | 12    | 6    |
| Средняя температура, °C              | 0    | 1    | 4    | 10   | 16   | 21   | 24   | 23   | 19   | 13   | 8     | 3    |
| Средний суточный минимум, °C         | −3   | −2   | 2    | 7    | 12   | 17   | 21   | 20   | 16   | 10   | 5     | 0    |
| Среднее число солнечных часов в день | 9,6  | 10,7 | 12   | 13,4 | 14,5 | 15,1 | 14,7 | 13,7 | 12,4 | 11   | 9,9   | 9,3  |
| Средняя облачность, окты             | 4,16 | 4,16 | 4,08 | 4    | 4    | 3,76 | 3,28 | 3,04 | 2,96 | 3,04 | 3,6   | 4,08 |
| Среднее число дней с осадками        | 7,4  | 6,8  | 8,4  | 8,7  | 9,8  | 9,9  | 10,2 | 9,5  | 7,8  | 7,4  | 7,6   | 8,5  |
| Норма осадков, мм                    | 75,3 | 73,1 | 88,9 | 95,9 | 89,6 | 88,7 | 82,9 | 89,2 | 87,9 | 90,5 | 89,1  | 91,9 |
| Средняя влажность, %                 | 0    | 0    | 0    | 0    | 8    | 35   | 54   | 34   | 10   | 0    | 0     | 0    |
| Температура воды, °C                 | 5    | 4    | 4    | 7    | 12   | 17   | 21   | 22   | 21   | 17   | 13    | 9    |
| Средняя скорость ветра, м/с          | 5    | 5    | 4,8  | 4,3  | 3,7  | 3,4  | 3,2  | 3,3  | 3,7  | 4,3  | 4,7   | 4,9  |
| Источник:                            |      |      |      |      |      |      |      |      |      |      |       |      |

## Демография
По данным переписи населения 2000 года в статистически обособленной местности Гринвейл насчитывалось 2231 человек, 362 домашних хозяйства и 254 семьи. Плотность населения составляла 8674,4 человек на квадратную милю (3313,1/км2). Имелось 372 единицы жилья при средней плотности 1446,4/кв. милю (552,4/км2). Расовый состав Гринвейла состоял из 66,11 % белых, 12,73 % афроамериканцев, 0,36 % коренных американцев, 10,49 % азиатов, 0,13 % жителей тихоокеанских островов, 7,08 % представителей других рас, и 3,09 % представителей двух или более рас. Латиноамериканцы составляли 13,09 % населения.
Среди 362 домохозяйств в 32,6 % проживали дети в возрасте до 18 лет, 58,8 % составляли супружеские пары, в 8,6 % проживали незамужние женщины, 29,8 % составляли несемейные домохозяйства. 24,6 % всех домохозяйств состояли из отдельных лиц, а в 10,5 % проживал один человек в возрасте 65 лет и старше. Средний размер домохозяйства составлял 2,73 человека, а средний размер семьи — 3,22 человека.
Распределение жителей Гринвейла по возрасту: 10,0 % моложе 18 лет, 55,4 % от 18 до 24 лет, 16,8 % от 25 до 44 лет, 11,7 % от 45 до 64 лет и 6,1 % в возрасте 65 лет и старше. Медианный возраст составил 22 года. На каждые 100 женщин приходилось 79,9 мужчин. На каждые 100 женщин в возрасте 18 лет и старше приходилось 77,1 мужчин.
Медианный доход домохозяйства в Гринвейле составил 59 500 долларов США, а медианный доход семьи — $80 292. Медианный доход мужчин составил $52 639, в то время как доход женщин — $30 000. Доход на душу населения в Гринвейле составлял $22 009. Около 4,3 % семей и 4,4 % населения находились за чертой бедности, но среди них не было ни одного человека в возрасте до восемнадцати лет или шестидесяти пяти лет и старше.

## Образование
Территория Гринвейла разделена между двумя школьными округами: Рослин-Юнион-Фри и Норт-Шор-Централ. Школьники посещают государственные школы одного из этих округов, в зависимости от того, где они живут в Гринвейле. Большая часть Гринвейла находится в пределах школьного округа Рослин; граница школьного округа между Рослин и Норт Шор в пределах Гринвейла совпадает с городской чертой.